# Chaetonotus brevispinosus
Chaetonotus brevispinosus är en djurart som tillhör fylumet bukhårsdjur, och som beskrevs av Carl Zelinka 1889. Chaetonotus brevispinosus ingår i släktet Chaetonotus och familjen Chaetonotidae. Inga underarter finns listade i Catalogue of Life.